# 八角数
八角数（はちかくすう、Octagonal number）とは、多角数の一種で、正八角形の形に点を並べたとき、図に含まれる点の総数にあたる自然数である。八角数は無数にあり、そのなかでは1が最小である。n番目の八角数は以下の式によって表すことができる。
{\displaystyle O_{n}=n(3n-2)}
八角数を小さいものから並べると次のようである。
1, 8, 21, 40, 65, 96, 133, 176, 225, 280, 341, 408, 481, 560, 645, 736, 833, 936, 1045, 1160, …（オンライン整数列大辞典の数列 A000567）

## 性質
八角数は、偶奇性が交互に入れ替わっている。
全ての自然数は高々8個以下の八角数の和で表すことができる（→多角数定理）。例として、15は8個の八角数の和で表せるが、それ以下の個数の和では表せない（15=1+1+1+1+1+1+1+8である）。